# Журналіст України
«Журналіст України» — журнал, заснований Національною спілкою журналістів України і Київським національним університетом імені Тараса Шевченка. Видавець — підприємство НСЖУ «Редакція журналу «Журналіст України». З 2019 року — альманах.

## Історія
Журнал виходив друком з січня 1975 року в Києві. Видавався українською мовою (до здобуття Україною незалежності певний час виходив також двома мовами — українською і російською). З 2018 року періодичність видання — 6 номерів на рік (раніше виходив щомісяця). Використовується кольоровий друк, формат 52А4, розповсюджується за передплатою по Україні й за кордоном. Передплатний індекс 40778. З 2019 року перестав бути періодичним виданням, виходить як альманах.

## Тематика
Видання орієнтоване на професіоналів медіа, тематика — технології журналістської (редакторської) роботи та професійна етика, фахові новації, журналістська освіта, медіа-бізнес і менеджмент, влада і ЗМІ, самоорганізація журналістів тощо.

## Автори
Авторський актив — провідні журналісти України і зарубіжжя, редактори періодичних друкованих видань, керівники інформагентств і редакцій телерадіомовлення, науковці, експерти в галузі інформаційної діяльності, громадські діячі медійної сфери.

## Ключові особи
Багато років головним редактором часопису була Віра Черемних, після неї — в. о. головного редактора Ольга Войцехівська.